# Spółgłoska wargowa
Termin spółgłoska wargowa odnosi się do sposobu artykulacji spółgłosek polegającego na zbliżeniu warg do siebie (spółgłoska dwuwargowa) lub górnych zębów do dolnej wargi (spółgłoska wargowo-zębowa). Dwuwargowo wymawia się na przykład /p/, /b/ i /m/. Spółgłoski wargowo-zębowe to między innymi /f/ i /v/ (polskie w). Głoska /w/ (polskie ł) to spółgłoska półotwarta wargowo-miękkopodniebienna.
W językach słowiańskich i w irlandzkim istnieją „zmiękczone” (palatalne) spółgłoski wargowe, jak początkowe spółgłoski w polskich wyrazach pies, bić, fistaszek i wiać, o artykulacji ze środkową częścią języka zbliżoną do podniebienia (łac. palatum).
W dialektach frankońskich, zwłaszcza w okolicy Norymbergi, istnieje szczególna wymowa L zwana prelabialne L (prälabiales L) żuchwę wysuwa się do przodu, a język kładzie na górnych siekaczach.